# Dyskografia deadmau5
Artykuł przedstawia całkowitą dyskografię kanadyjskiego DJ-a Joela Zimmermana znanego jako deadmau5. Artysta w sumie wydał siedem albumów studyjnych, trzydzieści osiem singli oraz cztery EPs.
deadmau5 współpracował w swojej karierze z takimi artystami jak Rob Swire (znanego z formacji Pendulum i Knife Party), Skrillex, Wolfgang Gartner, Gerard Way czy Imogen Heap. Jego największym sukcesem były utwory „Ghosts 'n' Stuff”, „Professional Griefers” i „I Remember”.

## Albumy studyjne
| 2005                           | Get Scraped - Wydany: 26 lipca 2005 (CD), 12 czerwca 2006 (Download) - Wytwórnia: Zoolook Records - Format: CD, digital download | –  | –  | –  | –  | –  | –  | –  | –  |                             |
| 2006                           | Vexillology - Wydany: 6 listopada 2006 - Wytwórnia: Play Digital - Format: Digital download | –  | –  | –  | –  | –  | –  | –  | –  |                             |
| 2008                           | Random Album Title - Wydany: 4 listopada 2008 - Wytwórnia: Ultra Records (US), Ministry of Sound (UK) - Format: CD, digital download | –  | –  | –  | –  | –  | 31 | –  | 13 |                             |
| 2009                           | For Lack of a Better Name - Wydany: 22 września 2009 (US) - Wytwórnia: Ultra Records (US), Virgin Records (UK) - Format: CD, digital download | 62 | 49 | 37 | –  | –  | 19 | –  | 11 | - UK: Srebro                |
| 2010                           | 4×4=12 - Wydany: 6 grudnia 2010 (UK) (Reloaded Album: 10 czerwca 2014) (Filipiny) - Wytwórnia: Ultra Records (US), Virgin Records (UK) Santos Records (Filipiny & Kanada) (Only 4x4=12: Reloaded) - Format: CD, digital download, Płyta gramofonowa | 7  | 53 | 34 | 82 | 56 | 48 | 47 | 2  | - CAN: Platyna - UK: Srebro |
| 2012                           | > album title goes here < - Wydany: 25 września 2012 (Filipiny & Kanada) - Wytwórnia: Ultra Records (US), Virgin Records (UK) - Format: CD, digital download                                                                                        | 2  | 11 | 6  | 16 | 18 | 9  | 6  | 1  | - CAN: Złoto                |
| 2014                           | while(1<2) - Wydany: 17 czerwca 2014 - Wytwórnia: Mau5trap, Virgin Records - Format: CD, digital download | –  | –  | –  | 36 | 25 | 14 | 9  | 1  |                             |
| „–” pozycja nie była notowana. | |    |    |    |    |    |    |    |    |                             |

## Kompilacje
| Rok  | Tytuł                            | Uwagi                                              |
| ---- | -------------------------------- | -------------------------------------------------- |
| 2006 | deadmau5 Circa 1998-2002 (2006)  |                                                    |
| 2006 | A Little Oblique                 |                                                    |
| 2008 | Project 56                       |                                                    |
| 2008 | At Play                          |                                                    |
| 2009 | It Sounds Like                   | Antologia                                          |
| 2009 | At Play Vol. 2                   |                                                    |
| 2009 | Tech-Trance-Electro Madness      | Album bezpłatny w Mixmag                           |
| 2010 | At Play Vol. 3                   |                                                    |
| 2010 | For Lack of a Better Album Title | Antologia                                          |
| 2011 | Meowingtons Hax Tour Trax        | Wydany przez mau5trap wspólnie z innymi artystami. |
| 2011 | The Remixes                      |                                                    |
| 2012 | At Play Vol. 4                   |                                                    |
| 2012 | The Remixes Deluxe               |                                                    |
| 2012 | The Re-Edits                     |                                                    |

## EP
| Rok  | Tytuł                     |
| ---- | ------------------------- |
| 2007 | Full Circle               |
| 2007 | Everything Is Complicated |
| 2007 | EP                        |
| 2012 | The Veldt                 |
| 2013 | 7                         |

## Albumy koncertowe
| Rok  | Tytuł                        |
| ---- | ---------------------------- |
| 2011 | Live @ Earl’s Court          |
| 2012 | Meowingtons Hax 2k11 Toronto |

## Single
| 2006                           | „Faxing Berlin”                            | –  | –  | –  | –   | –   | 6  | –  | –   |                         | Random Album Title        |
| 2007                           | „Not Exactly”                              | –  | –  | –  | –   | –   | –  | –  | –   |                         | Random Album Title        |
| 2007                           | „Arguru”                                   | –  | –  | –  | 185 | –   | –  | –  | –   |                         | Random Album Title        |
| 2008                           | „Alone With You”                           | –  | –  | –  | –   | –   | –  | –  | –   |                         | Random Album Title        |
| 2008                           | „Move for Me” (z Kaskade)                  | 66 | –  | –  | 190 | –   | 1  | –  | –   |                         | Strobelite Seduction      |
| 2008                           | „Hi Friend” (z MC Flipside)                | –  | –  | –  | –   | –   | –  | –  | –   |                         | For Lack of a Better Name |
| 2008                           | „I Remember” (z Kaskade)                   | –  | –  | 23 | 14  | –   | 1  | –  | 46  | - UK: Srebro            | Random Album Title        |
| 2008                           | „Ghosts 'n' Stuff” (featuring Rob Swire)   | 53 | –  | –  | 12  | –   | 1  | 24 | 41  | - US: Złoto - MC: Złoto | For Lack of a Better Name |
| 2008                           | „Slip”                                     | –  | –  | –  | –   | –   | –  | –  | –   |                         | Random Album Title        |
| 2009                           | „Brazil (2nd Edit)”                        | –  | –  | 73 | –   | –   | –  | –  | –   |                         | Random Album Title        |
| 2009                           | „Bot”                                      | –  | –  | –  | –   | –   | –  | –  | –   |                         | For Lack of a Better Name |
| 2009                           | „Word Problems”                            | –  | –  | –  | –   | –   | –  | –  | –   |                         | For Lack of a Better Name |
| 2009                           | „Lack Of A Better Name”                    | –  | –  | –  | –   | –   | –  | –  | –   |                         | For Lack of a Better Name |
| 2010                           | „Strobe”                                   | –  | –  | –  | 122 | –   | –  | –  | –   |                         | For Lack of a Better Name |
| 2010                           | „Animal Rights” (z Wolfgangiem Gartnerem)  | –  | –  | –  | 72  | –   | –  | –  | –   |                         | 4x4=12                    |
| 2010                           | „Sofi Needs a Ladder” (z SOFI)             | 73 | –  | –  | 68  | –   | 41 | –  | –   |                         | 4x4=12                    |
| 2010                           | „Some Chords”                              | –  | –  | –  | 120 | –   | –  | –  | –   |                         | 4x4=12                    |
| 2010                           | „Right This Second”                        | 79 | –  | –  | 100 | –   | –  | –  | –   |                         | 4x4=12                    |
| 2010                           | „Bad Selection”                            | –  | –  | –  | 137 | –   | –  | –  | –   |                         | 4x4=12                    |
| 2011                           | „HR 8938 Cephei”                           | –  | –  | –  | –   | –   | –  | –  | –   |                         | Non-album single          |
| 2011                           | „Raise Your Weapon” (z Greta Svabo Bech)   | 93 | –  | –  | 117 | 100 | –  | 11 | –   |                         | 4x4=12                    |
| 2011                           | „Aural Psynapse”                           | 38 | –  | –  | 150 | 103 | –  | 16 | –   |                         | Singel bez albumu         |
| 2012                           | „Maths”                                    | –  | –  | –  | 197 | –   | –  | –  | –   |                         | > album title goes here < |
| 2012                           | „The Veldt” (featuring Chris James)        | 24 | –  | 63 | 68  | –   | –  | –  | 124 |                         | > album title goes here < |
| 2012                           | „Professional Griefers” (z Gerardem Wayem) | 66 | 26 | –  | 81  | –   | –  | –  | –   |                         | > album title goes here < |
| 2013                           | „Channel 42” (with Wolfgang Gartner)       | –  | –  | –  | –   | –   | –  | –  | –   |                         | > album title goes here < |
| 2013                           | „Telemiscommunications” (z Imogen Heap)    | –  | –  | –  | –   | –   | –  | –  | –   |                         | > album title goes here < |
| 2013                           | „Suckfest9001”                             | –  | –  | –  | –   | –   | –  | –  | –   |                         | We Are Friends Vol. 2     |
| „–” pozycja nie była notowana. |                                            |    |    |    |     |     |    |    |     |                         |                           |

### Inne utwory
| Rok  | Utwór                         | Najwyższe pozycje na listach | Najwyższe pozycje na listach | Album          |
| Rok  | Utwór                         | CAN                          | US Dance                     | Album          |
| ---- | ----------------------------- | ---------------------------- | ---------------------------- | -------------- |
| 2010 | „Sex Slave” (vs. Melleefresh) | –                            | 15                           | At Play Vol. 2 |
| 2010 | „A City in Florida”           | 83                           | –                            | 4x4=12         |

### Remiksy
| Rok        | Utwór                                    | Oryginalny wykonawca          | Album                                   |
| ---------- | ---------------------------------------- | ----------------------------- | --------------------------------------- |
| 2001       |                                          |                               |                                         |
| "Obsidian" | Rubik                                    | Deadmau5 Circa 1998-2002      |                                         |
| 2007       | "Community Funk"                         | Burufunk & Carbon Community   | Community Funk/The Remixes              |
| 2007       | "Merrymaking at My Place"                | Calvin Harris                 | Merrymaking at My Place                 |
| 2007       | "Teaser"                                 | Cirez D                       | Teaser (Remixes)                        |
| 2007       | "Harder, Better, Faster, Stronger"       | Daft Punk                     |                                         |
| 2007       | "It’s Our Future"                        | Francesco Diaz & Young Rebels | It’s Our Future/The Remixes             |
| 2007       | "Remote"                                 | James Talk                    | Remote/The Remixes                      |
| 2007       | "Untitled"                               | Jorgensen                     | Untitled                                |
| 2007       | "What U Feel"                            | Matt Rock                     | What U Feel                             |
| 2007       | "Whispers"                               | Melleefresh & Deadmau5        | Cocktail Queen                          |
| 2007       | "Super Skunk"                            | Noir                          | Super Skunk/The Remixes                 |
| 2007       | "NuFunk"                                 | NuBreed                       | NuFunk and Subtronic/The Remixes        |
| 2007       | "No Pressure"                            | One Plus One                  | AM:PM                                   |
| 2007       | "Burn"                                   | Prime 33                      | Burn/The Remixes                        |
| 2007       | "The Rising"                             | Purple Code                   | The Rising/The Remixes                  |
| 2007       | "Slide"                                  | Tom Neville                   | Slide & Soar EP                         |
| 2007       | "Toca Me"                                | Fragma                        |                                         |
| 2007       | "Finished Symphony"                      | Hybrid                        | Re_Mixed                                |
| 2008       | "Synthetic Symphony"                     | Blendbrank                    | Synthetic Symphony                      |
| 2008       | "What Planet You On (featuring Luciana)" | Bodyrox                       | What Planet You On/The Remixes          |
| 2008       | "I Want You (Forever)"                   | Carl Cox                      | The Remixes                             |
| 2008       | "The Longest Road (featuring Lissie)"    | Morgan Page                   | The Longest Road/The Remixes            |
| 2008       | "Café Del Mar"                           | Energy 52                     | Café Del Mar (2008 Remixes)/The Remixes |
| 2008       | "Not Alone (featuring Molly)"            | Gianluca Motta                | Not Alone                               |
| 2008       | "Look at U"                              | Julien-K                      | Look at U                               |
| 2008       | "Tiny Dancer (featuring Casey Barnes)"   | Marco DeMark                  | Tiny Dancer/The Remixes                 |
| 2008       | "Space & Time"                           | Mike Di Scala                 | Space & Time/The Remixes                |
| 2008       | "The Longest Road"                       | Morgan Page                   | The Longest Road                        |
| 2008       | "To Forever"                             | Rachael Starr                 | To Forever/The Remixes                  |
| 2008       | "Give It Up For Me"                      | Sydney Blu                    | Give It Up For Me                       |
| 2009       | "All U Ever Want"                        | Billy Newton Davis            | All U Ever Want                         |
| 2009       | "I’m Not Alone'”                         | Calvin Harris                 | I’m Not Alone                           |
| 2009       | "You & I"                                | Medina                        | You & I                                 |
| 2009       | "Killing in the Name"                    | Rage Against the Machine      |                                         |
| 2010       | "Dark Beat"                              | Kamisshake                    | Dark Beat/The Remixes                   |
| 2010       | "Watercolour”                            | Pendulum                      | Watercolour                             |
| 2011       | "Rope”                                   | Foo Fighters                  | Rope                                    |
| 2012       | "Survivalism”                            | Nine Inch Nails               |                                         |
| 2012       | "Ice Age”                                | How to Destroy Angels         |                                         |

### Teledyski
| Rok  | Utwór                   | Reżyseria/Realizacja |
| ---- | ----------------------- | -------------------- |
| 2008 | „Move for Me”           |                      |
| 2008 | „I Remember”            | Colin O’Toole        |
| 2008 | „Ghosts ‘n’ Stuff”      | Colin O’Toole        |
| 2010 | „Sofi Needs A Ladder”   |                      |
| 2012 | „The Veldt”             | Manroop Takhar       |
| 2012 | „Professional Griefers” | Paul Boyd            |
| 2013 | "Channel 42"            |                      |
| 2013 | "Telemiscommunications" |                      |